# 1. Buch der Chronik
| Ketuvim (Schriften) des Tanach                                                                      |
| --------------------------------------------------------------------------------------------------- |
| Sifrei Emet (poetische Bücher)                                                                      |
| - סֵפֶר תְּהִלִּים – Buch der Psalmen - אִיּוֹב – Ijob - מִשְלֵי שְׁלֹמֹה – Sprüche Salomos                          |
| חמש מגילות – Megillot (Festrollen)                                                                  |
| - רוּת – Buch Rut - שִׁיר הַשִּׁירִים – Hoheslied - קֹהֶלֶת – Kohelet - אֵיכָה – Klagelieder - אֶסְתֵּר – Buch Ester |
| Übrige                                                                                              |
| - דָּנִיּאֵל – Daniel - עֶזְרָא – Esra (einschließlich Nehemia) - דִּבְרֵי הַיָּמִים – Chronik (1–2 Chr)            |

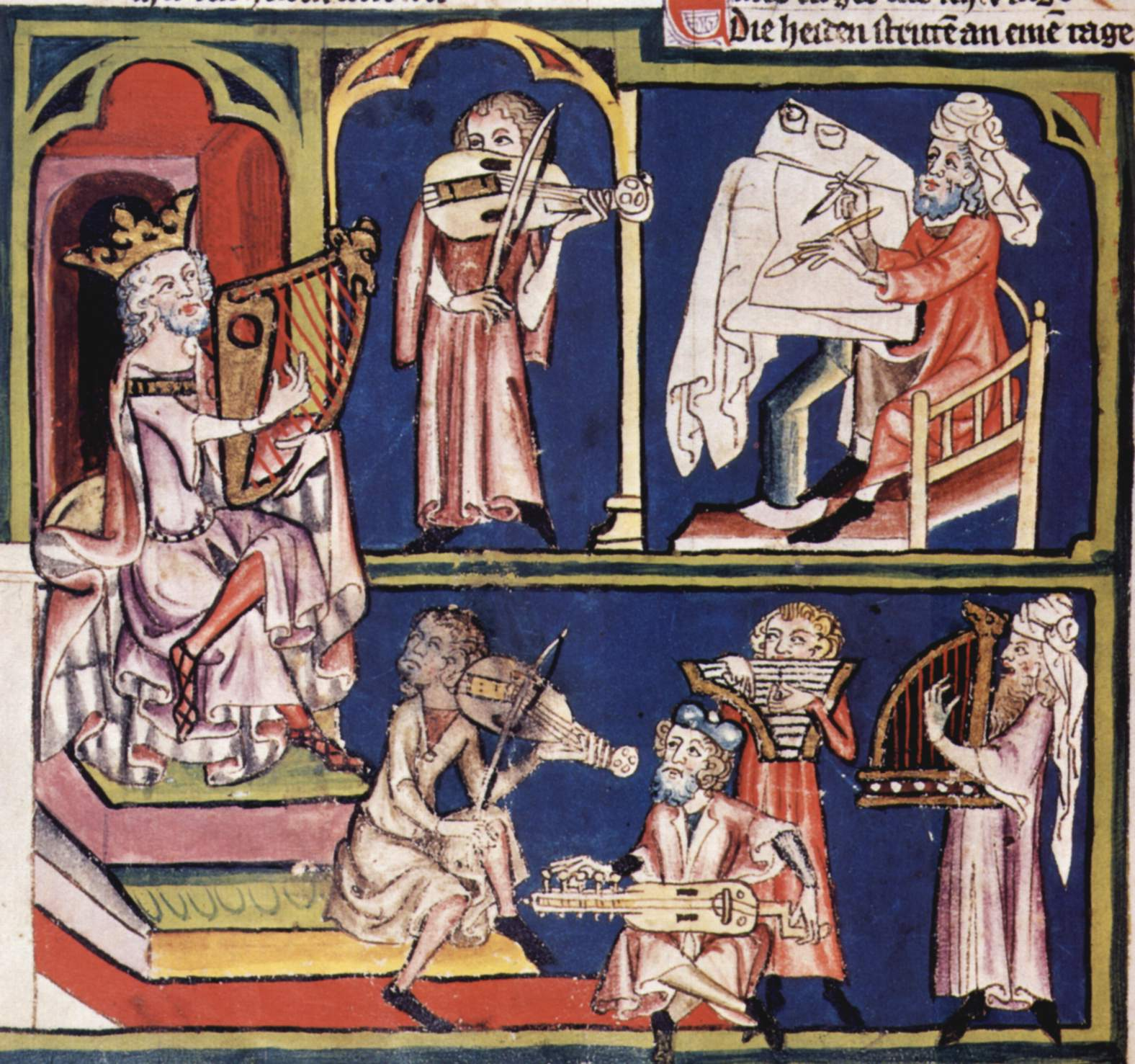
König David umgeben von Musikern, Weltenchronik des Rudolf von Ems, um 1340 (Zentralbibliothek Zürich)

Das 1. Buch der Chronik ist ein Buch der Bibel. Im Tanach bildet es zusammen mit dem 2. Buch der Chronik ein einziges Chronikbuch. Bei der antiken Übersetzung ins Griechische, der Septuaginta, wurde das Werk in zwei Bücher geteilt. Diese Zweiteilung wurde später von der Vulgata übernommen. Dort wurde das erste Buch der Chronik im Mittelalter, wohl erstmals von Stephen Langton, in 29 Kapitel unterteilt. Mit der Kapitelzählung hat im 16. Jahrhundert schließlich auch die Zweiteilung – in 1 Chr und 2 Chr – Eingang in die hebräischen Bibeldrucke gefunden.

## Name und Stellung im Kanon
Der Buchtitel des Gesamtwerks lautet hebräisch דִּבְרֵי הַיָּמִים divrê hajjāmîm („Ereignisse der Tage“, im Sinne von „Annalen“). Er ist zum Beispiel in der Mischna (mJoma 6,1ff.) bezeugt. Die meisten hebräischen Bibelausgaben stellen das Chronikbuch ans Ende des dritten Kanonteils Ketuvim und damit ans Ende der gesamten jüdischen Bibel. Davon abweichend, steht das Chronikbuch im Codex Petropolitanus B19a und im Codex von Aleppo am Anfang der Ketuvim und vor dem Buch der Psalmen.
In den Septuagintahandschriften und daher auch in den Ostkirchen heißen die beiden Chronikbücher altgriechisch παραλειπόμενα paraleipómena „ausgelassene Dinge“ (vgl. Paralipomenon), entweder, weil sie viele in den Samuel- und Königsbüchern fehlende Details (Sondergut) enthalten, oder weil sie erst spät in den jüdischen Kanon aufgenommen wurden. Die Septuaginta ordnete die Chronikbücher im zweiten Hauptteil, den Geschichtsbüchern, ein; dem folgte die Vulgata und die meisten christlichen Bibelübersetzungen in moderne Sprachen. Die Formulierung „Buch der Chronik“ geht auf Hieronymus zurück, der das Werk als „Chronik der gesamten göttlichen Geschichte“ (lateinisch: Chronicon totius divinae historiae) bezeichnete. In der Vulgata lautet der Titel des Werks Paralipomenon; Martin Luther griff die Anregung des Hieronymus auf und prägte die Titel „Das erste Buch der Chronica“, bzw. „Das ander Buch der Chronica“, die leicht variiert als 1./2. Buch der Chronik von der Lutherbibel in weitere moderne Übersetzungen übernommen wurden.

## Verfasser, Entstehungszeit und -ort
Die traditionelle Ansicht war, dass Esra das Buch der Chronik verfasst habe. Auch die ältere historisch-kritische Bibelwissenschaft vertrat zwar nicht Esras Verfasserschaft, aber eine Zusammengehörigkeit des Chronikbuchs mit dem Buch Esra-Nehemia („Chronistisches Geschichtswerk“, erstmals 1832 von Leopold Zunz vermutet und danach Konsens). Gegen diese Hypothese erheben sich aber in der neueren Forschung Bedenken; weitgehend wird heute vermutet, dass die Chronik und Esra/Nehemia unabhängig voneinander von verschiedenen Verfassern geschrieben wurden.
Die Chronik scheint das Werk eines Autors zu sein, der aber sein Quellenmaterial relativ wenig bearbeitete, dadurch wirkt das Werk uneinheitlich. Sara Japhet schlägt eine Datierung ins späte 4. Jahrhundert v. Chr. vor, also in die Zeit des zweiten Tempels. Der Verfasser wird in priesterlichen Kreisen in Jerusalem vermutet. Für den anonymen Autor ist die Bezeichnung „Chronist“ üblich.

## Inhalt

### Israel und seine Institutionen (Kapitel 1–10)
Für den Eröffnungsteil prägte Johann Wilhelm Rothstein die Bezeichnung „genealogische Vorhalle.“ Üblicherweise wird die Zäsur zwischen Kapitel 9 und 10 angenommen; nach den genealogischen Listen beginne mit Kapitel 10 (dem Ende Sauls) die Erzählung. Mit Witte und Steins lässt sich aber auch eine Zäsur nach Kapitel 10 begründen. Die Davidsgeschichte erscheint dann mehr als in sich geschlossene Einheit.
Das Listenmaterial steckt einen genealogischen und geografischen Rahmen ab. „Zielstrebig bewegt sich der Stammbaum der einen Menschheit auf das eine Israel zu.“ Das geschieht in mehreren Schritten: In 1 Chr 1,1 bis 2,2 spannt der Chronist den Bogen vom Urmenschen Adam bis zu den zwölf Söhnen Israels. Unter den von diesen zwölf Brüdern abgeleiteten Stämmen steht Juda als Stamm König Davids voran. Die Familien des Stammes Juda werden in den Kapiteln 2 bis 4 gelistet, im Zentrum steht der Stammbaum der Davidsfamilie, die bis in nachexilische Zeit weitergeführt wird. 1 Chr 3,17–24 enthält innerhalb der Hebräischen Bibel die ausführlichsten Angaben zur Davidsfamilie nach dem Exil. Auf Juda folgen die Stämme Simeon, Ruben, Gad und Ost-Manasse. Dann wird mit Levi wieder ein Stamm beschrieben, an dem dem Verfasser besonders viel liegt (1 Chr 5,27–6,66). Denn auf Levi wird das gesamte Kultpersonal des Jerusalemer Tempels zurückgeführt. Unter den Nachkommen Levis sind die Aaroniden privilegiert; ihnen ist der Vollzug des Opferkults vorbehalten. Die übrigen Leviten sind Tempelmusiker, Türhüter, Assistenten beim Opferkult, aber auch Tempelschreiber. In Kapitel 7 folgen die Stämme Issachar, Benjamin, Naftali, Manasse, Efraim und Ascher. Die Kapitel 8 und 9 befassen sich mit den Benjaminiten und hier besonders mit der Familie Sauls. Darin eingeschoben ist in 1 Chr 9,1–34 eine Liste der Einwohner Jerusalems zur Zeit Davids. Erwähnt wird unter der Einwohnerschaft besonders das Tempelpersonal (Priester, Leviten, Torhüter). Damit ist deutlich, dass Jerusalem das Zentrum des chronistischen Weltbilds bildet, und innerhalb Jerusalems der Tempel.
Wichtige Themenkomplexe der biblischen Geschichtsbücher werden im Geschichtsrückblick der Chronik übergangen. Der Auszug aus Ägypten wird an späterer Stelle beiläufig erwähnt 1 Chr 17,5 . Der Chronist betont eine „ungestörte Kontinuität“ in der Beziehung des Volkes Israel zu seinem Land. Dem Pentateuch zufolge verbringt Ephraim sein ganzes Leben in Ägypten und gelangt nie ins Land Israel; 1 Chr 7,20–24  zufolge wohnt er mit seiner Familie in der Gegend von Gat. „Der Chronist geht ganz schlicht davon aus, daß die Israeliten sich in dem Lande vermehrten, wo sie von Jakobs Zeiten an saßen.“

### Das Königtum Davids (Kapitel 11–29)
Der zweite Hauptteil ist eine Neuinterpretation (Rewritten Bible) der Regierungszeit Davids. Dabei lag das Samuelbuch als Quelle zugrunde. Für den Chronisten ist David zwar nicht Erbauer des Tempels, aber doch der Organisator des Tempelkults und der Planer für dessen Bau, so dass Salomo (im 2. Buch der Chronik) dann die Vorbereitungen seines Vaters in die Tat umsetzt. Die Schritte auf dem Weg zum Tempelbau sind folgende:
- David wird als König inthronisiert.
- David erobert Jerusalem.
- David bringt die Bundeslade nach Jerusalem (Kapitel 13–16).
- David entschließt sich zum Tempelbau; Gott verheißt ihm durch den Propheten Natan ein ewiges Königtum (Kapitel 17).
- David schafft den außenpolitischen Rahmen.
- David erkennt, dass der Tempel auf der Tenne des Arauna errichtet werden muss. Er erwirbt den Platz und lässt einen Altar errichten (Kapitel 21).
- David stellt die Baumaterialien bereit und beauftragt seinen Sohn Salomo, den Bau auszuführen (Kapitel 22).
- David gliedert das Tempelpersonal in Gruppen und bestimmt ihre jeweiligen Aufgaben (unter anderem lässt er die Musikinstrumente anfertigen: 1 Chr 23,5).
- David hält eine Rede an die Notablen Israels und fordert sie auf, nach den Geboten der Tora zu leben. Er übergibt die Modelle, Pläne und Materialien des Tempelbaus an Salomo (Kapitel 28).
- Salomo tritt die Regierung an; David stirbt und wird begraben (Kapitel 29).

## Wirkungsgeschichte

### Im Judentum
Die Rezeption der Chronik im Judentum ist relativ gering: „Das Buch sollte dem Hohenpriester im Tempel in der Nacht von Jom Kippur vorgelesen werden, damit er nicht einschläft (mYom 1,6). Und dies ist denn auch fast die einzige Funktion, die diesem Buch im Judentum gegeben wurde.“
Die liturgischen Texte 1 Chr 16,8–36  und 1 Chr 29,10–13  wurden ins tägliche Morgengebet (Psuke desimra) aufgenommen. Der Vers 1 Chr 29,11  wird nach dem Ausheben der Torarolle im Synagogengottesdienst gesungen.

### Im Christentum

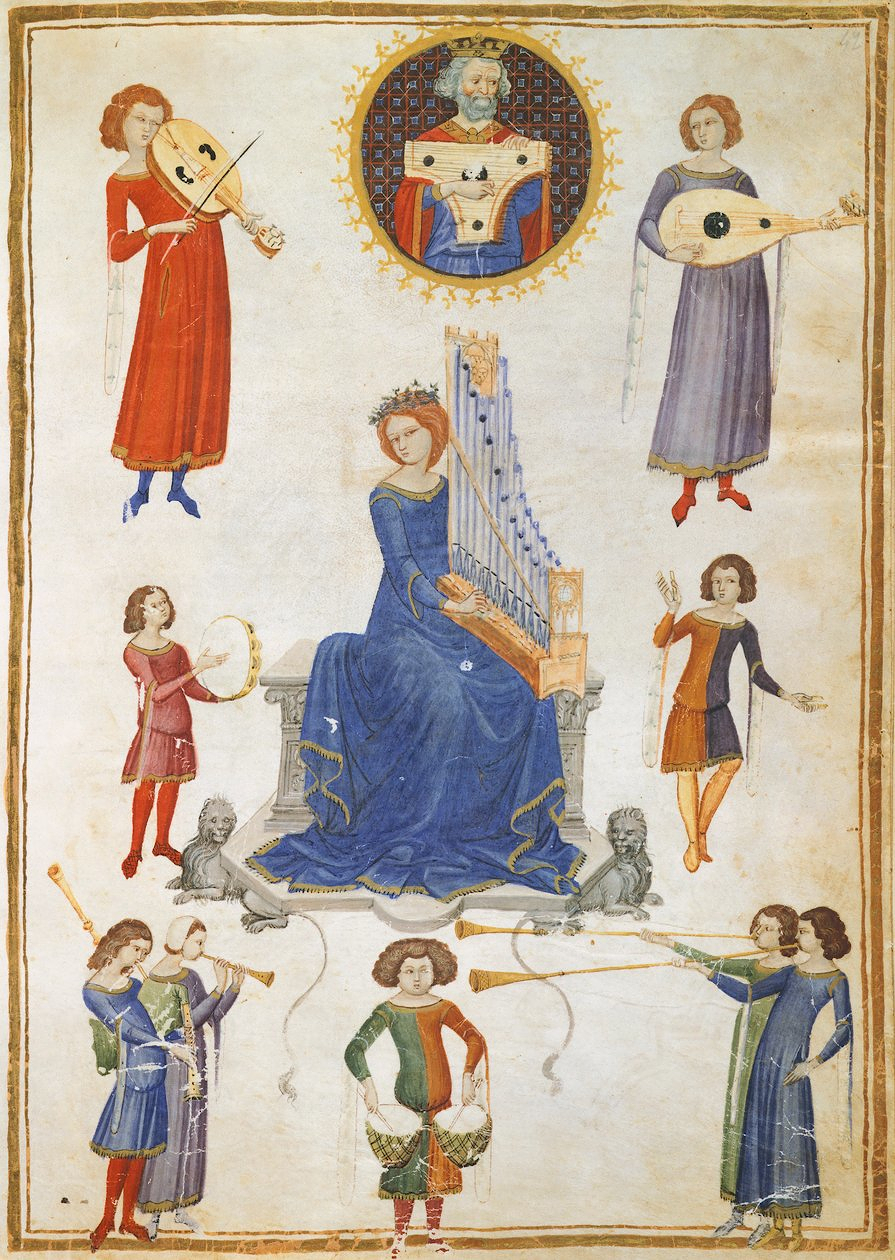
Frau Musica, umgeben von Musikern, über ihr König David. Illustration in einem Manuskript (um 1350) von: Boethius, De arithmetica, De musica (Biblioteca Nazionale Vittorio Emanuele III, Neapel)

Der Standardkommentar der Glossa ordinaria gab der Kommentierung der Chronik relativ breiten Raum und griff dabei auf den Kommentar des Hrabanus Maurus und den eines Anonymus (Pseudo-Hieronymus, Quaestiones Hebraicae in Paralipomenon) zurück, möglicherweise das Werk eines jüdischen Konvertiten. Petrus Comestor wertete die Chronik für sein Standardwerk zur Geschichte der Bibel (Historia scholastica) aus.
Aufgrund von 1 Chr 16,37–43  galt David im Mittelalter als Begründer der gottesdienstlichen Musik. Die Beschreibung im 1. Buch der Chronik von der Überführung der Bundeslade nach Jerusalem und Davids Gründung von Tempelsängergruppen wurde seit der Spätantike von den Kommentatoren auf die Kirchenmusik hin ausgelegt (zum Beispiel: Vorrede zum Psalmenkommentar des Beda Venerabilis; De institutione clericorum von Hrabanus Maurus). Dies setzt sich im Blick auf die protestantische Kirchenmusik fort, zum Beispiel in der Vorrede des Gesangbuchs von Johann Hermann Schein (1627). Michael Praetorius verwies im Syntagma musicum auf die Musikinstrumente, die David für den Tempel anfertigen ließ, um Instrumentalmusik im christlichen Gottesdienst biblisch zu begründen.

### Textausgabe
- Biblia Hebraica Stuttgartensia. Deutsche Bibelgesellschaft, 5. Auflage Stuttgart 1997, ISBN 3-438-05219-9.

### Hilfsmittel
- Wilhelm Gesenius: Hebräisches und Aramäisches Handwörterbuch über das Alte Testament. Hrsg.: Herbert Donner. 18. Auflage. Springer, Berlin / Heidelberg 2013, ISBN 978-3-642-25680-6.

### Überblicksdarstellungen
- Sara Japhet: Chronikbücher. In: Religion in Geschichte und Gegenwart (RGG). 4. Auflage. Band 2, Mohr-Siebeck, Tübingen 1999, Sp. 344–348.
- Hanna Liss: Das Buch Divre ha-Jamim (Chroniken I und II). In: Tanach. Lehrbuch der jüdischen Bibel (= Schriften der Hochschule für Jüdische Studien. Band 8). Universitätsverlag C. Winter, 4., völlig neu überarbeitete Auflage Heidelberg 2019, ISBN 978-3-8253-6850-0, S. 462–464.
- Magne Sæbø: Chronistische Theologie/Chronistisches Geschichtswerk. In: Theologische Realenzyklopädie (TRE). Band 8, de Gruyter, Berlin / New York 1981, ISBN 3-11-008563-1, S. 74–87.
- Georg Steins: Die Bücher der Chronik. In: Christian Frevel (Hrsg.): Einleitung in das Alte Testament. 9., aktualisierte Auflage. Kohlhammer, Stuttgart 2016, ISBN 978-3-17-030351-5, S. 312–330.
- Markus Witte: Die Chronikbücher. In: Jan Christian Gertz (Hrsg.): Grundinformation Altes Testament. 6., überarbeitete und erweiterte Auflage. Vandenhoeck & Ruprecht, Göttingen 2019, ISBN 978-3-8252-5086-7, S. 524–533.

### Forschungsberichte
- Thomas Willi: Zwei Jahrzehnte Forschung an Chronik und Esra-Nehemia. In: Theologische Rundschau 67 (2002), S. 61–104.

### Kommentare
- Joachim Becker: 1. Chronik (= Die Neue Echter Bibel. Band 18). Echter, Würzburg 1986. ISBN 3-429-01038-1.
- Sara Japhet: 1. Chronik (= Herders Theologischer Kommentar zum Alten Testament). Herder, Freiburg im Breisgau u. a. 2002. ISBN 3-451-26816-7.
- Thomas Willi: Chronik (1 Chr 1,1–10,14) (= Biblischer Kommentar Altes Testament. Band 24/1). Vandenhoeck & Ruprecht, Göttingen 2009. ISBN 978-3-7887-2336-1.

- Erschienene Lieferungen von Band 24/2 (Vandenhoeck & Ruprecht, Göttingen 2013ff.):

- 1 Chr 11,1–16,43. ISBN 978-3-7887-2549-5.
- 1 Chr 17,1–22,1. ISBN 978-3-7887-2919-6.

- Ralph W. Klein: 1 Chronicles: a commentary (= Hermeneia – a critical and historical commentary on the Bible). Fortress, Minneapolis 2006. ISBN 978-0-8006-6085-7.

### Artikel und Monographien
- Israel Finkelstein: The Historical Reality behind the Genealogical Lists in 1 Chronicles. In: Journal of Biblical Literature 131, 1/2012, S. 65–83. (PDF)
- Manfred Oeming: Das wahre Israel. Die genealogische Vorhalle 1 Chr 1-9. BWANT 128, Stuttgart 1990.
- Georg Steins: Die Chronik als kanonisches Abschlussphänomen. Studien zur Entstehung und Theologie von 1/2 Chronik (= Bonner biblische Beiträge. Band 93). Weinheim 1995.